# Георги Георгиев (политик, р. 1976)
Вижте пояснителната страница за други значения на Георги Георгиев.
Георги Станчев Георгиев е български политик и инженер от „Продължаваме промяната“. Народен представител от „Има такъв народ“ в XLV, XLVI и XLVII народно събрание, и „Продължаваме промяната“ в XLVIII народно събрание.

## Биография
Георги Георгиев е роден на 17 декември 1976 г. в град Враца, Народна република България. През 2000 г. завършва ВВИСУ „Любен Кравелов“ в София, където 5 години след това преподава като асистент и старши асистент. Успоредно с това през 2005 г. защитава дисертационен труд в областта на управление на инвестиционни строителни проекти.
В декларация пред КПКОНПИ се посочва че към 17 май 2022 г. Георги Георгиев притежава – 3 апартамента в София (152, 81, 89 кв. м.), 2 автомобила – „Киа Спортидж“ за 500 лв. и „Волво ХС 60“ за 30 000 лв. (2021), парични средства в размер 44 хил. лв., влогове в размер на 54,3 хил. лв. и 51,3 хил. евро, 100% от акциите на „МГ Консултинг“ ЕООД. Към 24 септември 2022 г. притежава – 35 000 парични средства, влогове в размер на 74,4 хил. лв. и 51,3 хил. евро.